# UFC Fight Night: Swanson vs. Stephens
UFC Fight Night: Swanson vs. Stephens（ユーエフシー・ファイトナイト：スワンソン・バーサス・スティーブンス、別名UFC Fight Night 44）は、アメリカ合衆国の総合格闘技団体「UFC」の大会の一つ。2014年6月28日、テキサス州サンアントニオのAT&Tセンターで開催された。

## 大会概要
本大会ではカブ・スワンソンとジェレミー・スティーブンスによるフェザー級ワンマッチが組まれた。
MFCヘビー級王者アンソニー・ハミルトン、キャリア9戦全勝のLegacy FCライト級王者カーロス・ディエゴ・フェレイラがUFCデビュー。

### カード変更
負傷などによるカードの変更は以下の通り。
- ライアン・ベノイット → シェーン・ハウェル（第2試合）

- ハニ・ヤヒーラ → コーディ・ギブソン（第4試合）

- ブライアン・バーバリーナ → ジェームス・ムーンタスリ（第6試合）

- ショーン・スペンサー vs. ルイス・ドゥトラ → ドゥトラの負傷により中止

- マイルズ・ジュリー vs. アベル・トルヒーヨ → ジュリーの負傷により中止

- アベル・トルヒーヨ vs. フランシスコ・トレヴィーノ → トレヴィーノの負傷により中止

- ジョー・エレンバーガー vs. フランシスコ・トレヴィーノ → トレヴィーノの移動により中止

- ジョー・エレンバーガー vs. ジョニー・ケ－ス → ケ－スの身体検査失格により中止

## 試合結果

### アーリープレリム
第1試合 ヘビー級ワンマッチ 5分3R
○  アレクセイ・オレイニク vs.  アンソニー・ハミルトン ×
1R 2:18 ネッククランク

### プレリミナリーカード
第2試合 フライ級ワンマッチ 5分3R
○  レイ・ボーグ vs.  シェーン・ハウェル ×
1R 2:17 TKO（リアネイキドチョーク）
第3試合 ミドル級ワンマッチ 5分3R
○  マルセロ・ギラマエス vs.  アンディ・エンズ ×
3R終了 判定2-1（27-30、29-28、29-28）
第4試合 バンタム級ワンマッチ 5分3R
○  コーディ・ギブソン vs.  ジョニー・ベッドフォード ×
1R 0:38 TKO（右フック）
第5試合 ライト級ワンマッチ 5分3R
○  ディエゴ・フェレイラ vs.  コルトン・スミス ×
1R 0:38 リアネイキドチョーク

### メインカード
第6試合 ライト級ワンマッチ 5分3R
○  ジョー・エレンバーガー vs.  ジェームス・ムーンタスリ ×
3R終了 判定2-1（28-29、29-28、29-28）
第7試合 ミドル級ワンマッチ 5分3R
○  クリント・ヘスター vs.  アントニオ・ブラガ・ネト ×
3R終了 判定2-1（28-29、29-28、29-28）
第8試合 フェザー級ワンマッチ 5分3R
○  リカルド・ラマス vs.  ハクラン・ディアス ×
3R終了 判定3-0（30-27、30-27、29-28）
第9試合 ミドル級ワンマッチ 5分3R
○  セザール・フェレイラ vs.  アンドリュー・クレイグ ×
3R終了 判定3-0（29-28、29-28、30-27）
第10試合 78.4kg契約ワンマッチ 5分3R
○  ケルヴィン・ガステラム vs.  ニコラス・ムサケ ×
3R終了 判定3-0（29-28、29-28、29-28）
※ガステラムの体重超過によりウェルター級から変更。
第11試合 フェザー級ワンマッチ 5分5R
○  カブ・スワンソン vs.  ジェレミー・スティーブンス ×
5R終了 判定3-0（49-46、49-46、48-47）

### 各賞
ファイト・オブ・ザ・ナイト： カブ・スワンソン vs. ジェレミー・スティーブンス
パフォーマンス・オブ・ザ・ナイト： レイ・ボーグ、ディエゴ・フェレイラ
各選手にはボーナスとして5万ドルが支給された。